# Tonalá (Jalisco)
Tonalá es una localidad del estado mexicano de Jalisco. Es la cabecera del municipio de Tonalá.

## Toponimia
El nombre «Tonalá» proviene de los términos en náhuatl: tonalli, rayo de sol; tlan, lugar. Su significado es «Lugar por donde sale el sol».

## Demografía
| Gráfica de evolución demográfica |
|                                  |

| Censo | Población |
| ----- | --------- |
| 1900  | 2 805     |
| 1910  | 2 740     |
| 1921  | 2 605     |
| 1930  | 2 812     |
| 1940  | 3 126     |
| 1950  | 3 631     |
| 1960  | 5 870     |
| 1970  | 10 125    |
| 1980  | 21 407    |
| 1990  | 151 190   |
| 2000  | 315 278   |
| 2010  | 408 759   |
| 2020  | 442 440   |